# Gavin Brady
Gavin John Brady (Timaru, 1 de noviembre de 1973) es un deportista neozelandés que compitió en vela en la clase Star. Ganó una medalla de plata en el Campeonato Mundial de Star de 2001.

## Palmarés internacional
| \| Campeonato Mundial \| Campeonato Mundial \| Campeonato Mundial \| Campeonato Mundial \| \| Año \| Lugar \| Medalla \| Clase \| \| ------------------ \| ------------------------ \| ------------------ \| ------------------ \| \| 2001 \| Medemblik (Países Bajos) \| Medalla de plata \| Star \| |                          |                  |       |
| Campeonato Mundial |                          |                  |       |
| Año | Lugar                    | Medalla          | Clase |
| 2001 | Medemblik (Países Bajos) | Medalla de plata | Star  |